# 오족협화

만주국의 국기

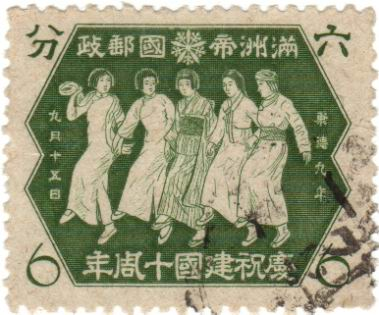
오족협화를 주제로 한 만주국의 우표

5족협화(일본어: 五族協和 고조쿠쿄와[*], 중국어 간체자: 五族协和, 정체자: 五族協和, 병음: wǔzú xiéhé 우쭈셰허[*], 영어: Five Races Under One Union)는 만주국의 선전 슬로건이다. 중화민국 성립 초기의 정치 슬로건이었던 5족공화(五族共和)에서 유래된 것이지만 오족공화의 '오족'(五族)이 한족, 만주족, 후이족(회족), 몽골족, 티베트족을 가리키는 것과는 달리 오족협화는 일본인(야마토족+조선족), 한족, 만주족, 몽골족, 러시아족의 협력을 뜻한다.
만주국의 국기에는 노란색(만주족) 바탕 왼쪽 상단에 네 가지 색(빨간색(일본인), 파란색(한족), 하얀색(몽골족), 검은색(조선족))의 가로 줄무늬가 그려져 있는데 이는 오족협화의 이념을 뜻한다.
- 찰남자치정부의 선전 포스터
- '일본-중국-만주국의 협력으로 세계 평화'
- 만주국 중앙 은행이 발행한 1위안 화폐 도안
- 만주국의 제독기

## 같이 보기
- 후구계획
- 민족말살통치
- 아멜토 베스파(en:Amleto Vespa) - 이탈리아 출신의 첩보원으로 일본의 괴뢰국인 만주국에서 일하다가 나중에는 중국의 항일유격대를 도와준 특이한 이력을 가지고 있으며, 1938년에는 '일본의 비밀첩보원: 일본 제국주의 핸드북'(Secret Agent of Japan: A Handbook to Japanese Imperialism)이라는 일제의 만주국 통치시의 만행들을 자술한 책을 영국과 미국에서 발간했다